# Dżiroft
Dżiroft (pisane też Jiroft, perski: جيرفت) – stanowisko archeologiczne, jak również miasto w prowincji Kerman w obecnym Iranie, 1375 km na południe od Teheranu. W starożytności istniało tu bogate miasto, odkryte pod obecnie istniejącymi kopcami na pustyni, zwanymi Konar Sandal A i B. W obrębie drugiego kopca archeolodzy znaleźli odciski pieczęci z nieznanym pismem elamickim.
Stanowisko zostało odkryte w 2000 roku, gdy nagłe powodzie zmyły warstwę gleby, odsłaniając wcześniej nieznane cmentarzysko. W 2003 roku rozpoczęły się badania archeologiczne pod kierownictwem doktora Yousefa Madjidzadeha. Odsłonięto w tym czasie ziggurat oraz pozostałości cytadeli, która mogła mieścić świątynię i pałac królewski, datowane na III tys. p.n.e. Ponadto odkryto sześć cmentarzysk, centrum wytwórcze i budowle mieszkalne. Do artefaktów znalezionych na stanowisku należy m.in. duża liczba naczyń chlorytowych i pieczęci cylindrycznych, jak również przedmioty z chlorytu, być może stanowiące plansze do gry.

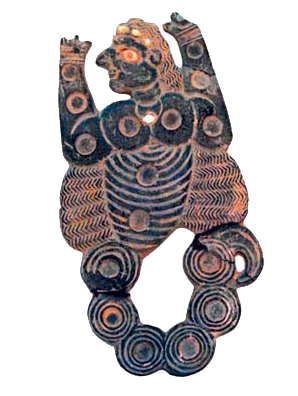
Plansza do gry
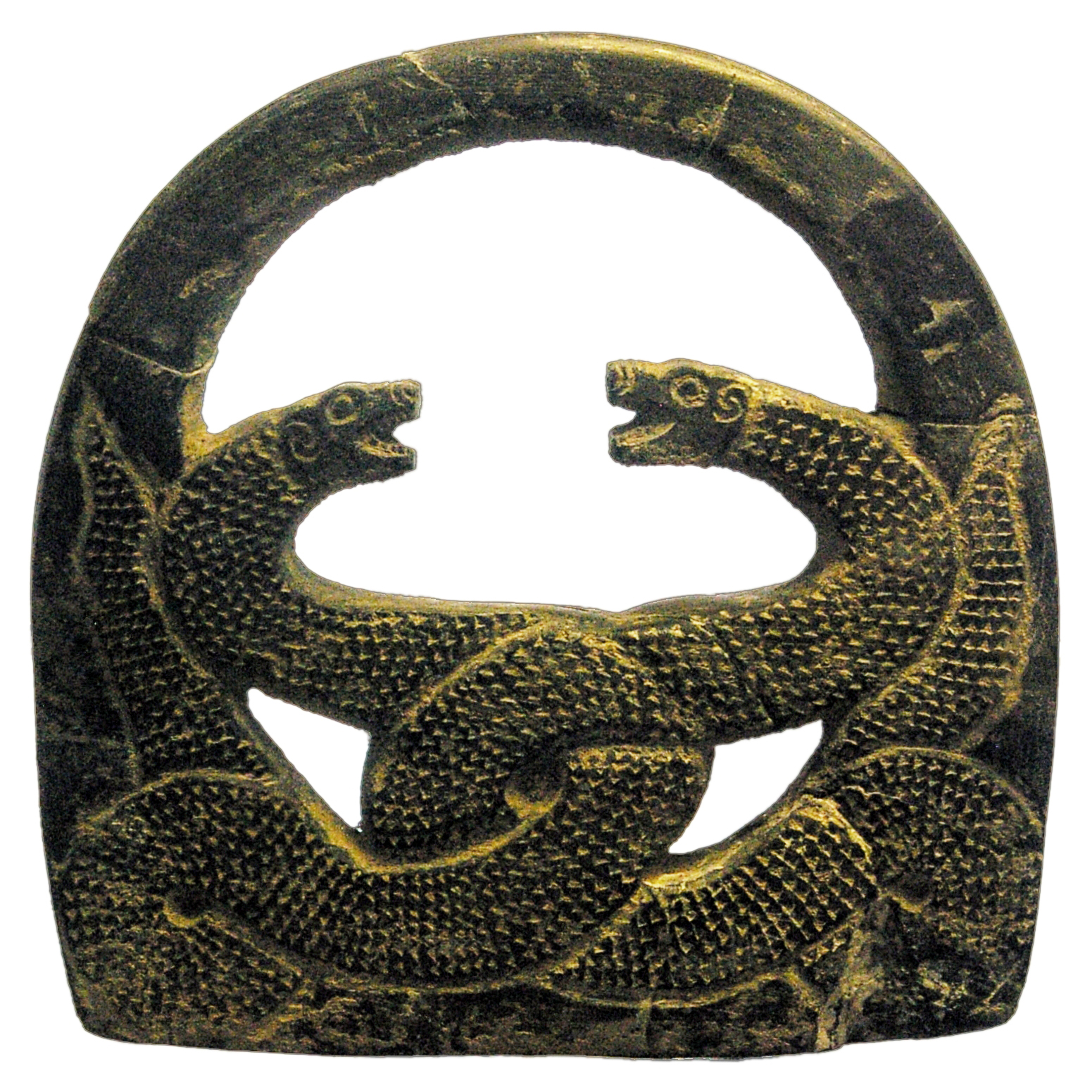
Odważnik
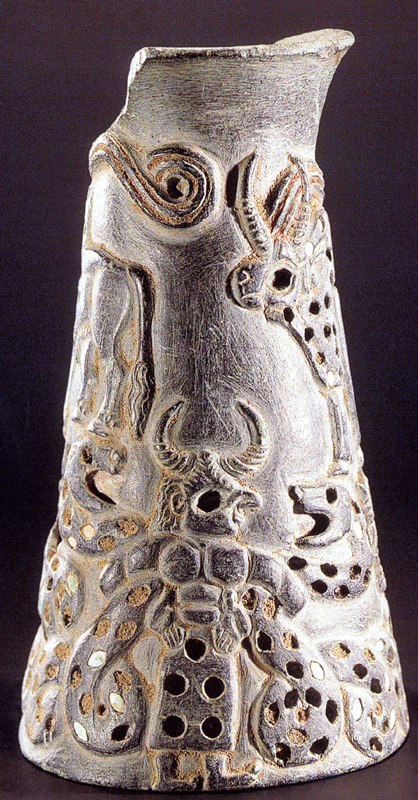
Waza chlorytowa